# Lesquielles-Saint-Germain
Lesquielles-Saint-Germain település Franciaországban, Aisne megyében. Lakosainak száma 776 fő (2022. január 1.). Lesquielles-Saint-Germain Flavigny-le-Grand-et-Beaurain, Guise, Hannapes, Iron, Tupigny, Vadencourt, Grand-Verly és Villers-lès-Guise községekkel határos.

## Népesség
A település népességének változása:
| Lakosok száma | 961  | 803  | 832  | 862  | 817  | 809  | 810  | 805  | 802  | 776  |
|               | 1968 | 1982 | 1990 | 2006 | 2013 | 2015 | 2017 | 2019 | 2020 | 2022 |